# Aedes thailandensis
Aedes thailandensis är en tvåvingeart som beskrevs av Bianca L. Reinert 1976. Aedes thailandensis ingår i släktet Aedes och familjen stickmyggor.
Artens utbredningsområde är Thailand. Inga underarter finns listade i Catalogue of Life.